# 에스텔리주

에스텔리 주의 위치

에스텔리주(스페인어: Departamento de Estelí)는 니카라과 북서부에 위치한 주로 주도는 에스텔리이며 면적은 2,335km2, 인구는 215,400명(2005년 기준)이다. 6개 지방 자치체를 관할한다.

주기
주 문장